# 祁逢吉
祁逢吉（？—17世紀），字耀之，號西岩，直隸鎮江府金壇縣人，明朝、南明政治人物。

## 生平
天啟元年（1621年）辛酉科應天鄉試舉人，次年（1622年）聯捷進士，户部觀政，三年授任浙江餘姚知縣，崇祯元年考选，授兵部职方司主事，四年歷升武选司员外郎、武库司郎中，出为江西布政司参议，七年升南贛副使；又平定山寇鍾淩秀，累遷應天府尹、光祿少卿。他和周鑣不和，見到別人就罵周鑣，馬士英喜歡他，於是升任戶部右侍郎、僉都御史，總督倉場，又說服王士鑅舉報史可法、郭維經，但遭韓贊周阻止。南京淪陷，他投降清朝，後事不詳。

## 家族
曾祖祁時。祖父祁協。父祁一麟，庠生。